# Cornelius Drebbel
Cornelius Jacobszoon Drebbel (Alkmaar, Nizozemska, 1572. – London, Velika Britanija, 7. studenog 1633.) bio je nizozemski izumitelj koji je prvi konstruirao upravljivu podmornicu 1620.g.
Drebbel je postao poznat po svome izumu iz 1619. mikroskopu s dvije konveksne leće. Bio je to prvi mikroskop za dvije leće.
Drebbel je, koristeći William Bourneov dizajn iz 1578., proizveo prvu podmornicu za Englesku kraljevsku mornaricu. U razdoblju između 1620. – 1624. Drebbel je konstruirao i testirao još dvije podmornice, od kojih je svaka bila veća od prethodne. Zadnja, treća podmornica, imala je 6 vesala i mogla prevoziti 16 putnika.